# TS트릴리온
TS트릴리온(TS Trillion Co. Ltd.)은 대한민국의 탈모샴푸제조 기업이다. 본사는 서울특별시 영등포구 양평로 96 1층,6층,8층(양평동4가,티에스빌딩)에 위치해 있으며 대표이사는 김용채이다. 2024년 장내에서 주식 20만주를 추가 매입하여 지분 확보 및 주주가치 제고한 적이 있다

## 종속기업
- TS미디
- 프라나아이앤씨

## 논란
2024년 장기영 대표이사의 횡령 혐의와 관련해 경찰이 장 대표가 회사의 이익을 위해 토지를 매수한 것으로 판단되는 등 불법영득 의사를 인정하기 힘들다고 판단하여 증거 불충분하여 불송치(혐의없음) 결정을 내렸다

## 같이 보기
- 탈모
- 샴푸

## 참고문헌
1. ↑  '탈모샴푸' TS트릴리온, 경영권 '여섯조각 매각'…왜, 딜사이트, 2023년 6월 28일
2. ↑  김건우, TS트릴리온 최대주주 장기영 전 대표, 장내 매수 시동 "추가 지분 확대 추진", 머니투데이, 2024년 5월 31일
3. ↑  이정현, 경찰, 장기영 TS트릴리온 전대표 횡령 사건에 ‘혐의 없음’ 판단 이데일리, 2024년 6월 11일